# Graubrust-Degenflügel
Der Graubrust-Degenflügel (Campylopterus largipennis) ist eine Vogelart aus der Familie der Kolibris (Trochilidae), die in Kolumbien, Venezuela, Guyana, Suriname, Französisch-Guayana, Brasilien, Ecuador, Peru und Bolivien verbreitet ist. Der Bestand wird von der IUCN als „nicht gefährdet“ (least concern) eingeschätzt.

## Merkmale
Der Graubrust-Degenflügel erreicht eine Körperlänge von etwa 12,4 bis 14,9 cm bei einem Gewicht der Männchen von ca. 9 bis 10 g. Die Weibchen sind mit  7 bis 8 g etwas leichter. Das Männchen hat einen gebogenen Schnabel mit schwarzem Oberschnabel und fleischfarbenem Unterschnabel mit schwarzer Spitze. Die Oberseite schimmert grün. Hinter dem Auge (postokular) befindet sich ein kleiner weißer Fleck. Die Unterseite ist vollständig dunkel grau. Die Schäfte der äußeren drei Handschwingen sind dicker und abgeflacht. Der Schwanz ist abgestuft. Das zentrale Steuerfederpaar ist grün, die restlichen bläulich schwarz, in der hinteren Hälfte weiß. Weibchen ähneln den Männchen, doch sind die Schäfte der Handschwingen weniger markant.

## Verhalten und Ernährung
Der Graubrust-Degenflügel bezieht seinen Nektar u. a. von blühenden Pflanzen der Familie der Heidekrautgewächse und der Gattung Helikonien und anderen Pflanzen. Im Departamento de Nariño wurde er auch an Büschen aus der Familie der Schwarzmundgewächse beobachtet. Gliederfüßer fängt er jagend im Flug. Er gilt als territorialer Kolibri. Sein Futter sucht er in den unteren bis mittleren Straten.

## Lautäußerungen
Der Gesang des Graubrust-Degenflügels beinhaltet kurze tschik- oder trzik-Töne. Der zweite Ton hört sich zweisilbig an. Gelegentlich gibt er eine schnellere stotternde Serie von Tönen von sich. Die beschriebenen Töne gibt er vermutlich in regelmäßigen fortgesetzten Serien von sich.

## Fortpflanzung
Die Brutsaison des Graubrust-Degenflügels ist in Kolumbien im Juni. Nester wurden im April in Brasilien und im späten November in Ecuador entdeckt. Das kelchförmige Nest wird aus Moos gebaut und mit weichen Samen ausgelegt. Die Außenseite wird mit großen Flechtenstücken verziert. Das Nest wird auf einem waagerechten Ast errichtet oder an hängende Zweige in der Nähe von Wasserfällen oder niedrig in etwa einem Meter Höhe in Gebüsch über fließendem Wasser geklebt. Die Nesthöhe beträgt ca. 48 mm, der Außenradius ca. 67 mm und der Innenradius ca. 36 mm. Das Gelege besteht aus zwei reinweißen Eiern mit einer Größe von ca. 15,6 bis 15,8  × 10,4 bis 10,7 mm. Brutdauer und Nestlingszeit sind bisher nicht erforscht.

## Verbreitung und Lebensraum

Verbreitungsgebiet des Graubrust-Degenflügels

Der Graubrust-Degenflügel bevorzugt feuchte Wälder, Sekundärvegetation, Lichtungen, Plantagen und Dickicht in Höhenlagen zwischen 100 und 800 Metern. Die Unterart C. l. diamantinensis kommt in Höhenlagen zwischen 1200 und 1600 Metern vor.

## Migration
Der Graubrust-Degenflügel gilt als Standvogel.

## Unterarten
Bisher sind vier Unterarten bekannt:
- Campylopterus largipennis largipennis (Boddaert, 1783)[3] – die Nominatform ist im Osten Venezuelas, den Guyanas und im Norden Brasiliens verbreitet.
- Campylopterus largipennis obscurus Gould, 1848[4] kommt im Nordosten Brasiliens vor. Die Unterart ist in allen körperlichen Ausmaßen etwas kleiner und die Steuerfedern haben graue Spitzen.[1]
- Campylopterus largipennis aequatorialis Gould, 1861[5] ist im Osten Kolumbiens und dem Nordwesten Brasiliens bis in den Norden Boliviens verbreitet. Die Subspezies hat nur an den letzten Bereichen der Steuerfedern weiße Spitzen.[1]
- Campylopterus largipennis diamantinensis Ruschi, 1963[6] kommt im Südosten Brasiliens vor. Die Unterart hat längere bronzegrüne äußere Steuerfedern.[1]

Aufgrund einer Untersuchung von Leonardo Esteves Lopes, Marcelo Ferreira de Vasconcelos und Luiz Pedreira Gonzaga könnte es allerdings zu einer Neuordnung mit Abspaltung in verschiedene Arten kommen. Das South American Check-list Committee unterstützt diese Neuordnung in Teilen. Birds of the World befürwortet die in 2017 gemachten Vorschläge von L. E. Lopes, M. F. Vasconcelos und L. P. Gonzagaː Demnach ist Campylopterus largipennis diamantinensis Artstatus anzuerkennen als Campylopterus diamantinensis. Campylopterus largipennis aequatorialis wird dagegen als Synonym für Campylopterus largipennis obscurus angesehen. Somit hat Campylopterus largipennis nur noch die beiden Unterarten C. l. largipennis und C. l. obscurus.

## Etymologie und Forschungsgeschichte
Die Erstbeschreibung des Graubrust-Degenflügels erfolgte 1783 durch Pieter Boddaert unter dem wissenschaftlichen Namen Trochilus largipennis. Das Typusexemplar bezog sich auf L'Oiseau-Mouche à larges tuyaux, den Georges-Louis Leclerc de Buffon 1780, bzw. Broad-shafted Humming bird, den John Latham 1782 beschrieben hatten. 1827 führte William Swainson die neue Gattung Campylopterus ein. Dieses Wort leitet sich vom griechischen καμπύλος kampýlos für „gebogen, gekrümmt“ und -πτερος, πτερόν -pteros, pterón für „-geflügelt, Flügel“ ab. Der Artname largipennis ist das lateinische Wortgebilde aus largus für „reichlich umfassend“ und -pennis, penna für „-geflügelt, Feder“. Obscurus ist das lateinische Wort für „dunkel, düster“. Aequatorialis bezieht sich auf das Land Ecuador bzw. den Äquator. Diamantinensis bezieht sich auf die brasilianische Region Diamantina.